# زاتوو (آلمان)
زاتوو (به آلمانی: Satow) یک شهر در آلمان است که در روشتوک واقع شده‌است. زاتوو ۵٬۸۷۱ نفر جمعیت دارد.